# Ermita de Santa Águeda (Villalba del Alcor)
La ermita de Santa Águeda de la localidad onubense de Villalba del Alcor está situada en La Aldea de Santa Águeda una pequeña localidad del pueblo , en el kilómetro 43 de la carretera A-472, que une Villalba con la Palma del Condado. El templo está dedicado a santa Águeda de Catania, patrona de la localidad.
La imagen de la Santa es obra de Antonio Illanes, copia de la original desaparecida durante la guerra civil española. La antigua imagen databa del siglo XVIII y se atribuía a Cristóbal de Ramos. La tradición, sin embargo, habla de una talla gótica del siglo XIV, cuyo origen sería de una disputa con Manzanilla que se saldó con la compra de la imagen por Villalba. 
La ermita data del siglo XIX y es de estilo neoclásico, con planta octogonal. Su cúpula está inspirada en Santa María del Fiore de Florencia, Italia. El interior se ilumina mediante vanos apuntados. En la portada principal se representa a la titular con sus atributos: la palma del martirio y su pecho en una bandeja. 
Anexos al edificio principal están el cuerpo de campanas, una sacristía, la casa de la santera tiene unas dependencias pertenecientes a la Hermandad de Santa Águeda además de unas casas de personas que viven allí y que guardan y vigilan la ermita(entre 5 y 8 personas).